# لیلا زارع
لیلا زارع (زادهٔ ۲۱ مهر ۱۳۵۹) هنرپیشه سینما، تلویزیون و تئاتر اهل ایران است.

## زندگی‌نامه
لیلا زارع فارغ‌التحصیل رشته مدیریت بازرگانی در مقطع کارشناسی است. وی علاوه بر بازیگری به عکاسی نیز می‌پرداخته و پیش از بازیگری، آتلیه عکاسی داشت.
لیلا زارع در سال ۱۳۸۲ برای نخستین‌بار بازیگری را در یک مجموعه تلویزیونی تجربه کرد، اما این سریال به خاطر مشکلات تولید پخش نشد. وی پس از آن در فیلم ما همه خوبیم به ایفای نقش پرداخت. بازی در فیلم سوپر استار(۱۳۸۷) و مجموعه تلویزیونی ارمغان تاریکی(۱۳۸۹) باعث محبوبیت او در سینما و تلویزیون شد.

## فیلم‌شناسی

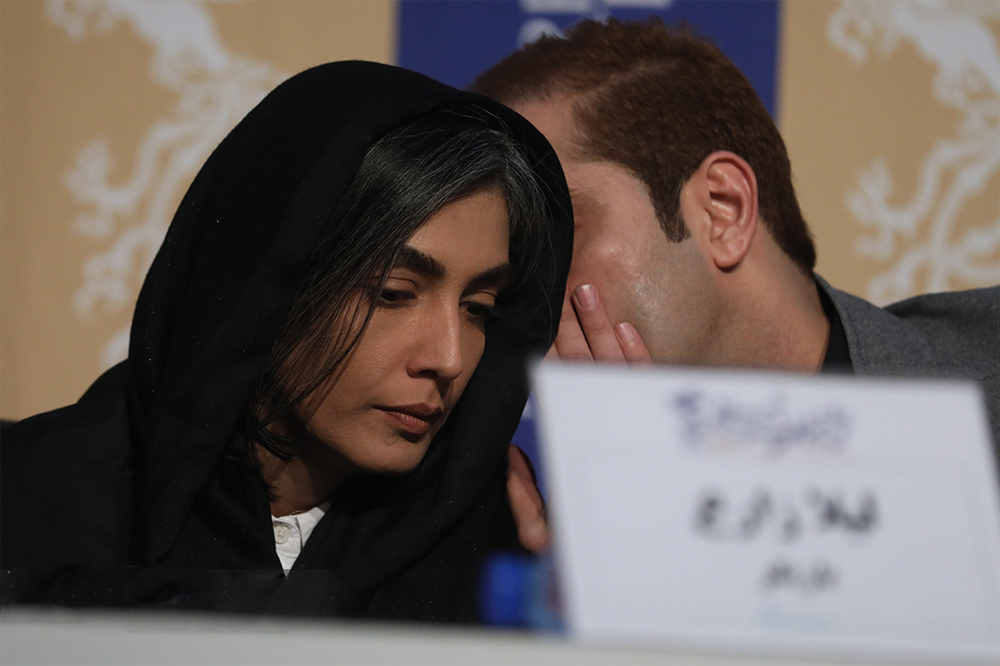
نشست خبری فیلم روز بلوا

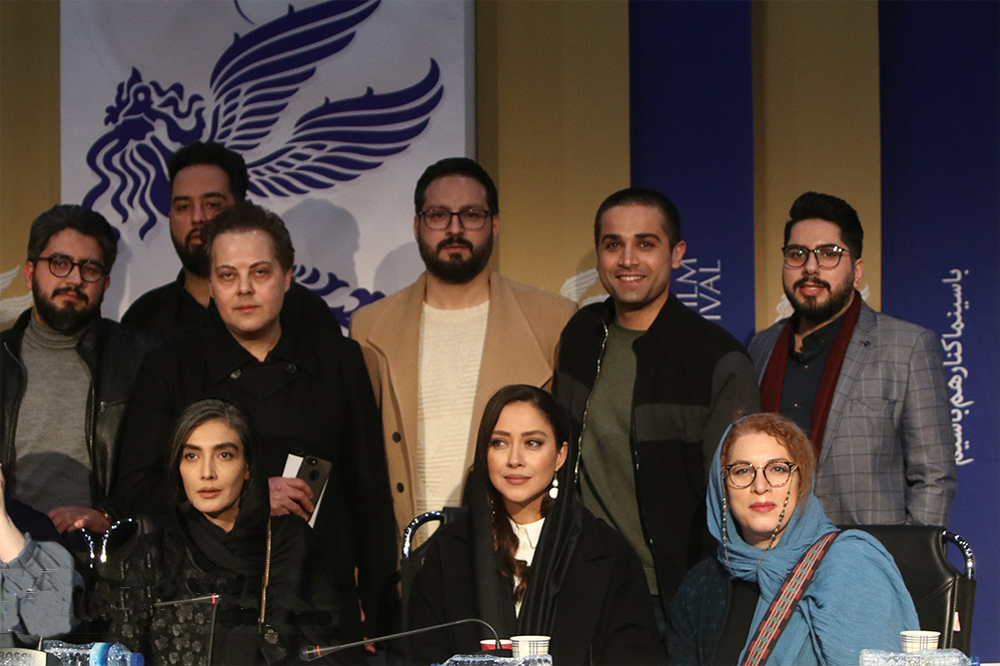
نشست خبری فیلم پسرکشی

### سینما
| سال تولید | نام فیلم                | کارگردان                                         |
| --------- | ----------------------- | ------------------------------------------------ |
| ۱۴۰۰      | ضد                      | امیرعباس ربیعی                                   |
| ١٣٩٩      | لاک‌پشت و حلزون          | رضا حماسی                                        |
| ۱۳۹۸      | خون شد                  | مسعود کیمیایی                                    |
| ۱۳۹۸      | روز بلوا                | بهروز شعیبی                                      |
| ۱۳۹۸      | پسرکشی                  | محمدهادی کریمی                                   |
| ۱۳۹۷      | معکوس                   | پولاد کیمیایی                                    |
| ۱۳۹۶      | غیرمجاز                 | حسین یکتاپناه                                    |
| ۱۳۹۵      | یک کیلو و بیست و یک گرم | رحیم طوفان                                       |
| ۱۳۹۵      | آذر                     | محمد حمزه‌ای                                      |
| ۱۳۹۵      | کمدی انسانی             | محمدهادی کریمی                                   |
| ۱۳۹۴      | خانه دیگری              | بهنوش صادقی                                      |
| ۱۳۹۴      | سمفونی تولد             | محمد پرویزی                                      |
| ۱۳۹۴      | امتحان نهایی            | عادل یراقی                                       |
| ۱۳۹۳      | شیفت شب                 | نیکی کریمی                                       |
| ۱۳۹۲      | ذوب شدن پادشاه          | هوتن زنگنه پور                                   |
| ۱۳۹۲      | با دیگران               | حسین محجوب                                       |
| ۱۳۹۲      | شیفتگی                  | علی زمانی عصمتی                                  |
| ۱۳۹۲      | گنجشکک اشی مشی          | وحید نیکخواه آزاد، غلامرضا رمضانی و مسعود کرامتی |
| ۱۳۹۰      | به امید دیدار           | محمد رسول اف                                     |
| ۱۳۸۷      | کارناوال مرگ            | حبیب‌الله کاسه ساز                                |
| ۱۳۸۷      | پستچی سه بار در نمی‌زند  | حسن فتحی                                         |
| ۱۳۸۷      | سوپراستار               | تهمینه میلانی                                    |
| ۱۳۸۶      | خواب لیلا               | مهرداد میرفلاح                                   |
| ۱۳۸۶      | هم‌خانه                  | مهرداد فرید                                      |
| ۱۳۸۴      | باغ آلوچه               | بهروز شعیبی                                      |
| ۱۳۸۴      | خانه روشن               | وحید موسائیان                                    |
| ۱۳۸۳      | ما همه خوبیم            | بیژن میرباقری                                    |

### فیلم کوتاه
- ۱۱ (مسعود حاتمی)
- زیر پلک (بیژن میرباقری)
- اتاق خالی (سید علی قاسمی)
- حلوا

### تله فیلم
- ملاقات در جاده
- برای دومین بار (منوچهر هادی)
- جمعۀ داغ
- یک داستان کوتاه و چند داستان دیگر
- داستان دوست ( سعید عقیقی)
- بچه های اسفرورین

### تلویزیون
| سال تولید | نام مجموعه    | کارگردان         | پخش از  |
| --------- | ------------- | ---------------- | ------- |
| ۱۳۸۹      | ارمغان تاریکی | جلیل سامان       | شبکه سه |
| ۱۳۸۷-۱۳۹۶ | سرزمین مادری  | کمال تبریزی      | شبکه سه |
| ۱۳۹۶      | محکومین       | سیدجمال سیدحاتمی | شبکه یک |

### شبکه نمایش خانگی
| سال تولید | نام سریال      | کارگردان     | نقش              |
| --------- | -------------- | ------------ | ---------------- |
| ۱۳۹۷      | ممنوعه         | امیر پورکیان | رها سلطانی       |
| ۱۳۹۸      | دل             | منوچهر هادی  | مرسده پروین‌حسینی |
| ۱۴۰۱      | شبکه مخفی زنان | افشین هاشمی  |                  |

## جوایز
- سیمرغ بلورین بهترین بازیگر نقش مکمل زن جشنواره فیلم فجر برای فیلم ما همه خوبیم از بیست و سومین دوره جشنواره بین‌المللی فیلم فجر
- دیپلم افتخار بهترین بازیگر نقش اول زن برای فیلم شیفت شب از سی و سومین دوره جشنواره بین‌المللی فیلم فجر
- نخل زرین بهترین بازیگر نقش اول زن برای بازی در سریال ارمغان تاریکی از سومین جشنواره جام جم
- نامزد سیمرغ بلورین بهترین بازیگر نقش دوم زن جشنواره فیلم فجر برای فیلم خون شد از سی و هشتمین جشنواره فیلم فجر
- نامزد جایزه بهترین بازیگر نقش مکمل زن در چهاردهمین جشن بزرگ منتقدان و نویسندگان سینمایی ایران برای فیلم خون‌شد[۴]